# Niestor Miszczenkow
Niestor Abramowicz Miszczenkow (ur. 1912 we wsi Golaszy w obwodzie smoleńskim, zm. ?) – funkcjonariusz radzieckich organów bezpieczeństwa, jeden z wykonawców zbrodni katyńskiej.
Skończył 4 klasy szkoły podstawowej, od 1934 służył (z przerwą) w Armii Czerwonej. Wiosną 1940 uczestniczył w mordowaniu polskich jeńców z obozu w Kozielsku, za co 26 października 1940 ludowy komisarz spraw wewnętrznych ZSRR Ławrientij Beria przyznał mu nagrodę pieniężną. Od 1951 kierowca w Zarządzie MGB obwodu smoleńskiego w stopniu starszego sierżanta. Odznaczony Medalem „Za zasługi bojowe” (24 listopada 1950).